# یانو لولز
یانو لولز (انگلیسی: Janou Levels؛ زادهٔ ۳۰ اکتبر ۲۰۰۰) بازیکن فوتبال اهل پادشاهی هلند است.
وی همچنین در تیم ملی فوتبال زنان هلند بازی کرده است.